# 2016-os Junior Eurovíziós Dalfesztivál
A 2016-os Junior Eurovíziós Dalfesztivál volt a tizennegyedik Junior Eurovíziós Dalfesztivál, melynek Málta fővárosa, Valletta adott otthont. A helyszín a Mediterranean Conference Centre volt. Az Eurovíziós Dalfesztivállal ellenben itt nem az előző évi győztes rendez, hanem pályázni kell a rendezés jogára. Összesen negyedik alkalommal fordult elő, hogy az előző évi győztes rendezte a dalfesztivált. A 2015-ös Junior Eurovíziós Dalfesztivál a máltai Destiny Chukunyere győzelmével zárult, aki a Not My Soul című dalát adta elő Szófiában.
17 ország erősítette meg a részvételét a dalfesztiválra, beleértve Ciprust, mely egy, Izraelt, mely három, valamint Lengyelországot, mely tizenegy kihagyott év után tért vissza. Montenegró, San Marino és Szlovénia pedig visszaléptek.

## A helyszín és a verseny
A verseny pontos helyszíne a Málta fővárosában, Vallettában található Mediterranean Conference Centre volt, melynek központi koncertterme 1 500 fő befogadására alkalmas, így ez volt a dalfesztivál történetének eddigi legkisebb helyszíne. A szigetország Hollandia és Ukrajna után a harmadik olyan résztvevő, mely másodjára rendezhette a versenyt: korábban a 2014-es megmérettetésnek is Málta adott otthont, de akkor nem a fővárosban, hanem Marsában került sor az eseményre.
| Málta Valletta |

A dalfesztivál igazgatói posztját a 2013 óta ezt a feladatot ellátó Vlagyiszlav Jakovlev távozása következtében Jon Ola Sand vette át, aki 2011 óta az Eurovíziós Dalfesztivál igazgatója is.
A szervezők több újítást is terveztek a 2016-os évre. A nézettségszám növelése érdekében egy, a célközönség számára elfogadhatóbb műsoridőt választottak, így első alkalommal a dalfesztivál nem szombat esti, hanem vasárnap délutáni kezdéssel került képernyőkre.
Újítás volt az is, hogy a verseny lebonyolításába Valletta több helyszínét is bevonták: a versenyzők előadásainak a Mediterranean Conference Centre adott otthont, míg a Manoel Színházban a nyitóceremóniát tartották.
A versenyzők életkorára vonatkozó szabályon is módosítottak: ettől az évtől kezdve a legfiatalabb előadók tíz helyett kilenc, a legidősebbek pedig tizenöt helyett tizennégy évesek lehetnek.
Újdonság volt az is, hogy 2016-ban minden versenyző korábbi eurovíziós versenyzőktől kapott segítséget, támogatást részvétele során.
Első alkalommal a dalfesztivál történetében nem alkalmaztak közönségszavazást: a győztest minden részt vevő ország szakmai zsűrije választotta meg, mely 50%-ban gyerekekből, 50%-ban pedig zenei szakértőkből állt. Ezenkívül egy háromtagú, független szakmai zsűri is értékelte a dalokat, az egyes tagok pontjai külön-külön számítottak bele a végeredménybe. A helyszíni, szakmai zsűri tagjai:
- Mads Grimstad
- Jedward – Írország versenyzői a 2011-es és a 2012-es Eurovíziós Dalfesztiválokon
- Christer Björkman – Svédország versenyzője az 1992-es Eurovíziós Dalfesztiválon, emellett az ország eurovíziós delegációvezetője

A közönségszavazás eltörlésével a rendezvény élő közvetítésének kötelezettsége is megszűnt. Ezt a résztvevők közül Ausztrália és Írország használták ki.
Eltörölték a versenyzőknek a szavazás kezdetén járó automatikus 12 pontot is, mely 2005-től volt érvényben.
Változás volt a szavazatok prezentálásában is: elsőként a felnőtt zsűri pontszámait ismertették, a pontbejelentők ezekből csak a 12 pontokat olvasták be, ezt követően a háromtagú szakmai zsűri részletes pontszámai váltak nyilvánossá, a zsűritagok is csak a legmagasabb pontszámot jelentették be. Végül a gyerek zsűri pontjait, összesítve ismertették a műsorvezetők, a legkevesebb összpontszámtól a legtöbb felé haladva.
2016. május 13-án mutatták be a verseny hivatalos logóját és szlogenjét. A logó egymásba fonódó, szárnyszerű formákat ábrázol, mely összhangban áll a mottóval, mely embrace, vagyis ölelés lett.
2013 óta először volt két házigazdája a versenynek Valerie Vella és Ben Camille személyében. A nyitóceremónia műsorvezetőjének szerepét Taryn Mamo Cefai töltötte be.

## A résztvevők
2016. április 21-én jelentette be a házigazda műsorsugárzó, hogy rekordszámú tizennyolc ország részvételére számítanak. Korábban erre 2004-ben volt példa. A résztvevők hivatalos listáját végül szeptember 28-án tették közzé. Eszerint, az előző évhez hasonlóan tizenhét delegáció küld versenyzőt Máltára.
Új ország ezúttal nem csatlakozott a dalfesztivál mezőnyéhez, azonban három visszatérőként volt jelen a mezőnyben: Ciprus egy, Izrael három, Lengyelország pedig tizenegy kihagyott év után csatlakozott ismét. Utóbbi állami műsorsugárzója, a TVP döntésében feltételezhetően szerepet játszottak az Eurovíziós Dalfesztiválon 2014 óta elért sorozatos jó eredmények.
A dalfesztivál egykori igazgatója, Vlagyiszlav Jakovlev a 2015-ös verseny után nem sokkal nyilatkozta, hogy a szervezők nagy valószínűséggel újból meghívják az Európai Műsorsugárzók Uniójában társult tagként jelen levő Ausztráliát. Az ország részvétele szeptember 12-én vált hivatalossá.
Szlovénia május 24-én jelezte visszalépési szándékát. A szlovén műsorsugárzó egyes szabálymódosítások miatt döntött a távolmaradás mellett. Hasonlóan döntött San Marino is július 14-én, a törpeállam azonban nem ismertette visszalépésének pontos okát. Montenegró augusztus 29-én jelentette be, hogy nem küld versenyzőt Vallettába, pénzügyi problémák miatt.
A szerb versenyző, Dunja Jeličić egy évvel korábban az ország pontbejelentőjeként volt jelen a műsorban.

## Döntő
| #  | Ország           | Nyelv          | Előadó                    | Dal                    | Magyar fordítás                | Helyezés | Pontszám |
| -- | ---------------- | -------------- | ------------------------- | ---------------------- | ------------------------------ | -------- | -------- |
| 01 | Írország         | ír, angol      | Zena Donnelly             | Bríce ar Bhríce        | Tégláról téglára               | 10.      | 122      |
| 02 | Örményország     | örmény, angol  | Anahit & Mary             | Tarber                 | Más                            | 2.       | 232      |
| 03 | Albánia          | albán, angol   | Klesta Qehaja             | Besoj                  | Hiszem                         | 13.      | 38       |
| 04 | Oroszország      | orosz, angol   | The Water of Life Project | Water of Life          | Az élet vize                   | 4.       | 202      |
| 05 | Málta            | angol          | Christina Magrin          | Parachute              | Ejtőernyő                      | 6.       | 191      |
| 06 | Bulgária         | bolgár, angol  | Lidija Ganeva             | Magical Day            | Varázslatos nap                | 9.       | 161      |
| 07 | Macedónia        | macedón, angol | Martija Stanojković       | Love Will Lead Our Way | A szeretet vezet az utunkon    | 12.      | 41       |
| 08 | Lengyelország    | lengyel, angol | Olivia Wieczorek          | Nie zapomnij           | Ne felejtsd el!                | 11.      | 60       |
| 09 | Fehéroroszország | orosz, angol   | Alekszandr Minyonok       | Music Is My Only Way   | A zene az egyetlen lehetőségem | 7.       | 177      |
| 10 | Ukrajna          | ukrán, angol   | Szofija Rol               | Planet Craves for Love | A bolygó szeretetre vágyik     | 14.      | 30       |
| 11 | Olaszország      | olasz, angol   | Fiamma Boccia             | Cara Mamma – Dear Mom  | Kedves Anya!                   | 3.       | 209      |
| 12 | Szerbia          | szerb          | Dunja Jeličić             | U la la la             | —                              | 17.      | 14       |
| 13 | Izrael           | héber, angol   | Shir & Tim                | Follow My Heart        | Követem a szívemet             | 15.      | 27       |
| 14 | Ausztrália       | angol          | Alexa Curtis              | We Are                 | Mi vagyunk                     | 5.       | 202      |
| 15 | Hollandia        | holland, angol | Kisses                    | Kisses & Dancin’       | Csókok & tánc                  | 8.       | 174      |
| 16 | Ciprus           | görög, angol   | George Michaelides        | Dance Floor            | Táncparkett                    | 16.      | 27       |
| 17 | Grúzia           | grúz           | Mariam Mamadashvili       | Mzeo                   | Nap                            | 1.       | 239      |

## Ponttáblázat

### Felnőtt zsűri szavazás
| Ország           | Össz. | Szavazók | Szavazók     | Szavazók | Szavazók    | Szavazók | Szavazók | Szavazók  | Szavazók      | Szavazók         | Szavazók | Szavazók    | Szavazók | Szavazók | Szavazók   | Szavazók  | Szavazók | Szavazók | Szavazók | Szavazók | Szavazók |
| Ország           | Össz. | Írország | Örményország | Albánia  | Oroszország | Málta    | Bulgária | Macedónia | Lengyelország | Fehéroroszország | Ukrajna  | Olaszország | Szerbia  | Izrael   | Ausztrália | Hollandia | Ciprus   | Grúzia   | Björkman | Grimstad | Jedward  |
| ---------------- | ----- | -------- | ------------ | -------- | ----------- | -------- | -------- | --------- | ------------- | ---------------- | -------- | ----------- | -------- | -------- | ---------- | --------- | -------- | -------- | -------- | -------- | -------- |
| Írország         | 65    |          |              | 1        | 1           | 12       | 3        |           |               |                  | 10       | 12          | 6        |          | 8          |           | 3        |          |          | 4        | 5        |
| Örményország     | 122   | 4        |              |          | 7           | 10       | 8        | 10        |               | 10               | 2        |             | 12       | 10       | 4          | 7         | 7        | 8        | 8        | 5        | 10       |
| Albánia          | 25    |          |              |          | 2           | 4        |          |           |               | 2                |          | 5           | 7        |          | 1          |           | 2        |          | 2        |          |          |
| Oroszország      | 97    | 7        | 6            | 4        |             |          | 1        | 8         | 7             | 7                | 4        | 2           | 5        | 5        | 2          | 3         | 4        | 3        | 7        | 10       | 12       |
| Málta            | 86    | 1        | 4            | 7        | 3           |          | 5        | 6         | 1             | 8                | 5        | 10          |          | 1        | 12         |           | 10       | 7        |          | 2        | 4        |
| Bulgária         | 93    | 3        | 8            | 6        |             | 6        |          | 7         | 12            | 5                | 3        | 7           | 1        |          | 7          | 6         | 1        | 6        | 6        | 8        | 1        |
| Macedónia        | 17    |          |              | 2        |             | 2        |          |           |               |                  |          | 1           | 3        | 2        | 5          | 2         |          |          |          |          |          |
| Lengyelország    | 24    |          | 2            |          | 4           | 1        |          | 2         |               | 1                |          | 6           |          | 4        |            |           |          | 1        |          |          | 3        |
| Fehéroroszország | 112   | 8        | 7            |          | 12          | 5        | 10       | 3         | 5             |                  |          |             |          | 12       | 10         | 10        | 8        | 2        | 12       | 6        | 2        |
| Ukrajna          | 18    |          | 3            |          |             |          | 2        |           | 4             |                  |          |             |          | 3        |            | 1         |          | 5        |          |          |          |
| Olaszország      | 106   | 10       | 1            | 8        | 5           |          | 6        | 12        | 6             | 4                | 6        |             | 2        | 7        |            | 8         | 5        | 4        | 10       | 12       |          |
| Szerbia          | 5     |          |              |          |             |          |          | 5         |               |                  |          |             |          |          |            |           |          |          |          |          |          |
| Izrael           | 7     |          |              | 3        |             |          |          |           | 2             |                  | 1        |             |          |          |            |           |          |          | 1        |          |          |
| Ausztrália       | 103   | 5        | 5            | 10       | 6           | 8        | 4        | 1         | 10            | 6                | 7        | 8           |          |          |            | 4         |          | 12       | 3        | 7        | 7        |
| Hollandia        | 109   | 6        | 10           | 5        | 8           | 7        | 7        | 4         | 3             | 3                | 8        | 4           | 4        | 6        | 3          |           | 6        | 10       | 4        | 3        | 8        |
| Ciprus           | 15    | 2        |              |          |             |          |          |           |               |                  |          |             | 8        |          |            | 5         |          |          |          |          |          |
| Grúzia           | 156   | 12       | 12           | 12       | 10          | 3        | 12       |           | 8             | 12               | 12       | 3           | 10       | 8        | 6          | 12        | 12       |          | 5        | 1        | 6        |

### Gyerek zsűri szavazás
| Ország           | Össz. | Szavazók | Szavazók     | Szavazók | Szavazók    | Szavazók | Szavazók | Szavazók  | Szavazók      | Szavazók         | Szavazók | Szavazók    | Szavazók | Szavazók | Szavazók   | Szavazók  | Szavazók | Szavazók |
| Ország           | Össz. | Írország | Örményország | Albánia  | Oroszország | Málta    | Bulgária | Macedónia | Lengyelország | Fehéroroszország | Ukrajna  | Olaszország | Szerbia  | Izrael   | Ausztrália | Hollandia | Ciprus   | Grúzia   |
| ---------------- | ----- | -------- | ------------ | -------- | ----------- | -------- | -------- | --------- | ------------- | ---------------- | -------- | ----------- | -------- | -------- | ---------- | --------- | -------- | -------- |
| Írország         | 57    |          |              | 8        | 1           | 10       |          |           | 7             | 2                | 7        | 8           |          | 1        | 6          | 2         | 5        |          |
| Örményország     | 110   | 7        |              | 6        | 10          | 7        | 12       | 8         |               | 12               | 5        | 10          | 10       |          | 5          | 6         | 4        | 8        |
| Albánia          | 13    |          | 4            |          |             |          |          | 1         | 4             |                  | 1        |             |          |          | 2          | 1         |          |          |
| Oroszország      | 105   | 8        | 3            |          |             | 2        | 10       | 12        | 6             | 10               | 8        | 6           | 12       | 6        |            | 10        | 6        | 6        |
| Málta            | 105   | 5        | 6            | 12       | 8           |          | 5        | 10        | 10            | 5                | 3        | 12          | 4        |          | 10         | 3         | 7        | 5        |
| Bulgária         | 68    | 6        | 5            | 5        | 3           | 5        |          | 6         | 1             | 8                | 2        | 3           | 3        | 8        | 3          | 7         | 3        |          |
| Macedónia        | 24    |          |              | 7        |             | 1        |          |           | 2             |                  |          | 2           |          | 3        |            | 8         |          | 1        |
| Lengyelország    | 36    |          | 12           | 1        |             | 4        | 2        |           |               | 7                |          |             |          | 10       |            |           |          |          |
| Fehéroroszország | 65    |          | 8            |          | 12          |          | 8        |           |               |                  | 6        | 5           | 7        | 5        | 7          |           |          | 7        |
| Ukrajna          | 12    |          |              |          |             | 3        | 4        |           |               | 4                |          |             |          |          | 1          |           |          |          |
| Olaszország      | 103   | 10       | 1            | 10       | 2           | 12       | 7        | 7         | 12            | 6                |          |             | 5        | 7        | 8          | 4         | 8        | 4        |
| Szerbia          | 9     |          |              |          |             |          | 3        | 3         |               |                  |          | 1           |          |          |            |           |          | 2        |
| Izrael           | 20    | 1        |              | 3        |             |          |          |           | 5             |                  |          | 4           | 1        |          | 4          |           | 2        |          |
| Ausztrália       | 99    | 12       |              | 2        | 7           | 8        | 6        | 2         | 8             | 1                | 4        | 7           | 6        | 4        |            | 12        | 10       | 10       |
| Hollandia        | 65    | 4        | 7            |          | 6           | 6        | 1        | 4         |               |                  | 10       |             | 2        | 12       |            |           | 1        | 12       |
| Ciprus           | 12    | 2        | 2            |          | 5           |          |          |           |               |                  |          |             |          |          |            |           |          | 3        |
| Grúzia           | 83    | 3        | 10           | 4        | 4           |          |          | 5         | 3             | 3                | 12       |             | 8        | 2        | 12         | 5         | 12       |          |

## 12 pontos országok
| Darab | Jutalmazott ország | Szavazó ország                                                                          |
| ----- | ------------------ | --------------------------------------------------------------------------------------- |
| 8     | Grúzia             | Albánia, Bulgária, Ciprus, Fehéroroszország, Hollandia, Írország, Örményország, Ukrajna |
| 2     | Fehéroroszország   | Izrael, Oroszország                                                                     |
| 2     | Írország           | Málta, Olaszország                                                                      |
| 1     | Ausztrália         | Grúzia                                                                                  |
| 1     | Bulgária           | Lengyelország                                                                           |
| 1     | Málta              | Ausztrália                                                                              |
| 1     | Olaszország        | Macedónia                                                                               |
| 1     | Örményország       | Szerbia                                                                                 |

| Darab | Jutalmazott ország | Szavazó ország              |
| ----- | ------------------ | --------------------------- |
| 3     | Grúzia             | Ausztrália, Ciprus, Ukrajna |
| 2     | Ausztrália         | Hollandia, Írország         |
| 2     | Hollandia          | Grúzia, Izrael              |
| 2     | Málta              | Albánia, Olaszország        |
| 2     | Olaszország        | Lengyelország, Málta        |
| 2     | Oroszország        | Macedónia, Szerbia          |
| 2     | Örményország       | Bulgária, Fehéroroszország  |
| 1     | Fehéroroszország   | Oroszország                 |
| 1     | Lengyelország      | Örményország                |

## Felnőtt, gyerek és helyszíni zsűri szavazás külön
| Helyezés | Felnőtt zsűri szavazatok | Felnőtt zsűri szavazatok | Gyerek zsűri szavazatok | Gyerek zsűri szavazatok | Helyszíni zsűri szavazatok | Helyszíni zsűri szavazatok |
| Helyezés | Ország                   | Pontszám                 | Ország                  | Pontszám                | Ország                     | Pontszám                   |
| -------- | ------------------------ | ------------------------ | ----------------------- | ----------------------- | -------------------------- | -------------------------- |
| 1.       | Grúzia                   | 144                      | Örményország            | 110                     | Oroszország                | 29                         |
| 2.       | Örményország             | 99                       | Málta                   | 105                     | Örményország               | 23                         |
| 3.       | Hollandia                | 94                       | Oroszország             | 105                     | Olaszország                | 22                         |
| 4.       | Fehéroroszország         | 92                       | Olaszország             | 103                     | Fehéroroszország           | 20                         |
| 5.       | Ausztrália               | 86                       | Ausztrália              | 99                      | Ausztrália                 | 17                         |
| 6.       | Olaszország              | 84                       | Grúzia                  | 83                      | Bulgária                   | 15                         |
| 7.       | Málta                    | 80                       | Bulgária                | 68                      | Hollandia                  | 15                         |
| 8.       | Bulgária                 | 78                       | Hollandia               | 65                      | Grúzia                     | 12                         |
| 9.       | Oroszország              | 68                       | Fehéroroszország        | 65                      | Írország                   | 9                          |
| 10.      | Írország                 | 56                       | Írország                | 57                      | Málta                      | 6                          |
| 11.      | Albánia                  | 23                       | Lengyelország           | 36                      | Lengyelország              | 3                          |
| 12.      | Lengyelország            | 21                       | Macedónia               | 24                      | Albánia                    | 2                          |
| 13.      | Ukrajna                  | 18                       | Izrael                  | 20                      | Izrael                     | 1                          |
| 14.      | Macedónia                | 17                       | Albánia                 | 13                      | Macedónia                  | 0                          |
| 15.      | Ciprus                   | 15                       | Ukrajna                 | 12                      | Ukrajna                    | 0                          |
| 16.      | Izrael                   | 6                        | Ciprus                  | 12                      | Szerbia                    | 0                          |
| 17.      | Szerbia                  | 5                        | Szerbia                 | 9                       | Ciprus                     | 0                          |

## A szavazás és a nemzetközi közvetítések

### Pontbejelentők
A pontbejelentők között volt négy ország előző évi képviselője is: az örmény MIKA, az orosz Mihail Szmirnov, a fehérorosz Ruszlan Aszlanav és az ukrán Anna Trincser. A máltai pontokat a 2013-as Junior Eurovíziós Dalfesztivál győztese, Gaia Cauchi ismertette.
| 1. Írország – Andrea Leddy 2. Örményország – MIKA 3. Albánia – Juna Dizdari 4. Oroszország – Mihail Szmirnov 5. Málta – Gaia Cauchi 6. Bulgária – Milen Pavlov 7. Macedónia – Antonija Dimitrijevszka 8. Lengyelország – Nicoletta Włodarczyk 9. Fehéroroszország – Ruszlan Aszlanav | 1. Ukrajna – Anna Trincser 2. Olaszország – Jade Scicluna 3. Szerbia – Tomislav Radojević 4. Izrael – Itaj Limor 5. Ausztrália – Sebastian Hill 6. Hollandia – Anneloes 7. Ciprus – Lúkasz Dimitríu 8. Grúzia – Elene Szturua |

## Térkép

Részt vevő országok
Országok, melyek korábban részt vettek, de ebben az évben nem

### Kommentátorok
| Ország                    | Kommentátor | Közvetítő csatorna                             |
| ------------------------- | --- | ---------------------------------------------- |
| Albánia                   | Andri Xhahu | TVSH, RTSH Muzikë, Radio Tirana                |
| Amerikai Egyesült Államok | Lisa-Jayne Lewis és Ewan Spence (teljes adás) Sharleen Wright és Ben Robertson (meghívott előadók és szavazás) | KCGW 107.1, WCGD 90.5, KLZY 99.3, KMJY 88.1    |
| Ausztrália                | kommentár nélkül                                                                                               | SBS                                            |
| Bulgária                  | Elena Roszberg és Georgi Kusvalijev                                                                            | BNT 1, BNT HD, BNT World                       |
| Ciprus                    | Kiriákosz Pasztídisz                                                                                           | RIK 2                                          |
| Egyesült Királyság        | Lisa-Jayne Lewis és Ewan Spence (teljes adás) Sharleen Wright és Ben Robertson (meghívott előadók és szavazás) | 103 The Eye, Fun Kids, Radio Six International |
| Fehéroroszország          | Julija Percova                                                                                                 | Belarusz-1, Belarusz-24                        |
| Grúzia                    | Demetre Ergemlidze                                                                                             | 1TV                                            |
| Hollandia                 | Jan Smit | NPO 3                                          |
| Írország                  | Eoghan McDermott                                                                                               | TG4 (felvételről)                              |
| Izrael                    | kommentár nélkül                                                                                               | Channel 1                                      |
| Lengyelország             | Artur Orzech                                                                                                   | TVP1, TVP Polonia                              |
| Észak-Macedónia           | Eli Tanaszkovszka                                                                                              | MRT 1                                          |
| Málta                     | kommentár nélkül                                                                                               | TVM1                                           |
| Németország               | Thomas Mohr | eurovision.de (interneten)                     |
| Nemzetközi közvetítés     | kommentár nélkül                                                                                               | junioreurovision.tv, YouTube (interneten)      |
| Olaszország               | Laura Carusino Vignera és Simone Lijoi                                                                         | RAI Gulp                                       |
| Oroszország               | Olga Seleszt                                                                                                   | Karuszel                                       |
| Örményország              | Avet Barseghyan                                                                                                | H1                                             |
| Szerbia                   | Silvana Grujić                                                                                                 | RTS 2, RTS Sat                                 |
| Szingapúr                 | Lisa-Jayne Lewis és Ewan Spence (teljes adás) Sharleen Wright és Ben Robertson (meghívott előadók és szavazás) | 247 Disco Heaven                               |
| Szlovénia                 | Andrej Hofer                                                                                                   | TV Slovenija 2                                 |
| Új-Zéland                 | Lisa-Jayne Lewis és Ewan Spence (teljes adás) Sharleen Wright és Ben Robertson (meghívott előadók és szavazás) | World FM 88.2                                  |
| Ukrajna                   | Tyimur Mirosnicsenko                                                                                           | UA:Persij                                      |

## Lásd még
- 2016-os Eurovíziós Dalfesztivál
- 2016-os Fiatal Zenészek Eurovíziója